# Парламентские выборы на Бермудских Островах (2007)
Парламентские выборы на Бермудских Островах прошли 18 декабря 2007 года. Прогрессивная лейбористская партия получила большинство голосов и вновь стала правительственной партией. Оппозиционная Объединённая бермудская партия получила 14 мест.

## Предвыборная обстановка
После введения Конституции в 1968 году Бермуды стали самоуправляемой территорией. В течение 30 лет после этого правящей партией оставалась Объединённая бермудская партия. Однако в 1998 году победу одержала Прогрессивная лейбористская партия, которая осталась у власти и после выборов 2003 года, получив 22 из 36 мест Палаты собраний.
Бермуды оставались Британской заморской территорией после того, как независимость была отвергнута на референдуме 1995 года. В 2004 году премьер-министр призвал к возобновлению обсуждения независимости.
В октябре 2006 года премьер-министром Бермуд стал Юарт Браун, после победы над предыдущим руководителем партии Уильямом Александром Скоттом. Лидером Объединённой бермудской партии в марте 2007 года стал Майкл Майкл Данкли.

## Результаты
Выборы не изменили расстановку сил в парламенте. ПЛП сохранила большинство в 22 места, тогда как ОБП осталась в оппозиции с 14 местами.
| Партия                                                                                    | Партия                             | Голоса | %     | +/-   | Места | +/- |
| ----------------------------------------------------------------------------------------- | ---------------------------------- | ------ | ----- | ----- | ----- | --- |
|                                                                                           | Прогрессивная лейбористская партия | 16 800 | 52,45 | +0,81 | 22    | —   |
|                                                                                           | Объединённая бермудская партия     | 15 161 | 47,34 | -0.64 | 14    | —   |
|                                                                                           | Независимые                        | 67     | 0,21  | +0,04 | 0     | —   |
| Всего                                                                                     | Всего                              | 32,028 | 100   | -     | 36    | 0   |
| Источник: Парламентская регистратура Архивная копия от 28 августа 2008 на Wayback Machine |                                    |        |       |       |       |     |